# Бродаровец
Бродаровец је насељено место у саставу општине Марушевец у Вараждинској жупанији, Хрватска. До територијалне реорганизације у Хрватској налазио се у саставу старе општине Иванец.

## Становништво
На попису становништва 2011. године, Бродаровец је имао 202 становника.

## Попис1991.
На попису становништва 1991. године, насељено место Бродаровец је имало 219 становника, следећег националног састава:
| Попис 1991.‍  | Попис 1991.‍  | Попис 1991.‍ | Попис 1991.‍ | Попис 1991.‍ |
| ------------ | ------------ | ----------- | ----------- | ----------- |
|              |              |             |             |             |
| Хрвати       | Хрвати       |             | 212         | 96,80%      |
| неопредељени | неопредељени |             | 2           | 0,91%       |
| непознато    | непознато    |             | 5           | 2,28%       |
| укупно: 219  |              |             |             |             |